# Spindelkvinnans kyss (film)
Spindelkvinnans kyss (portugisiska: O Beijo da Mulher Aranha) är en brasiliansk-amerikansk dramafilm från 1985. Filmen är regisserad av Hector Babenco, med manus skrivet av Leonard Schrader. Den är baserad på Manuel Puigs roman med samma namn.
På den 58:e upplagan av Oscarsgalan blev filmen nominerad i kategorierna "Bästa film", "Bästa regi", "Bästa manliga huvudroll" och "Bästa manus efter förlaga". Av de fyra vann William Hurt Oscar-priset för "Bästa manliga huvudroll"  för sin ledande roll i filmen.

## Rollista (i urval)
| - William Hurt – Luis Molina - Raúl Juliá – Valentin Arregui - Sônia Braga – Leni Lamaison / Marta / Spindelkvinnan - José Lewgoy – Vakt - Milton Gonçalves – Pedro - Míriam Pires – Mor - Nuno Leal Maia – Gabriel - Fernando Torres – Americo - Patricio Bisso – Greta | - Herson Capri – Werner - Denise Dumont – Michele - Nildo Parente – Ledare av motståndsrörelsen - Antônio Petrin – Clubfoot - Wilson Grey – Flunky - Miguel Falabella – Löjtnant - Walter Breda – Agent #1 - Luiz Guilherme – Agent #2 - Walmir Barros – Agent #3 |